# صبا به لطف بگو آن غزال رعنا را
غزلی با مطلع «صبا به لطف بگو آن غزال رعنا را» غزل شمارهٔ ۴ از دیوانِ حافظ در تصحیحِ محمد قزوینی و قاسم غنی است.

## در اجراها
محمدرضا شجریان در یکی از اجراهای خصوصی خود، این غزل را در آوازِ سه‌گاه اجرا کرده‌است.